# Aa maderoi
Aa maderoi je vrsta orhideje (porodica kaćunovke, Orchidaceae) iz reda šparogolike. Rasprostranjena je na području Kolumbije, Ekvadora i Venezuele.

## Sinonimi
- Aa hartwegii Garay
- Altensteinia fragosa Løjtnant

|  | Zajednički poslužitelj ima još gradiva o temi Aa maderoi |
|  | Wikivrste imaju podatke o taksonu Aa maderoi             |